# César Taborda
César Omar Taborda (Villa Constitución, Provincia de Santa Fe, Argentina; 23 de enero de 1984) es un futbolista argentino que se desempeña como portero. Actualmente juega en el CA Juventud Unida Universitario del Torneo Federal A.

## Trayectoria
Taborda jugó en el fútbol juvenil de Estudiantes de La Plata desde 2002 a 2004, cuando firmó su primer contrato profesional. Antes de hacer cualquier aparición en el primer equipo, fue cedido a la segunda división precisamente a Defensa y Justicia para la temporada 2006-07, donde jugó 31 partidos. A su regreso a Estudiantes de La Plata, fue relegado al tercer portero, por detrás de Mariano Andújar y Damián Albil.
En 2009, Taborda tuvo un período de 6 meses a préstamo en O'Higgins de Chile, donde jugó 19 partidos. Después de su segundo retorno a Estudiantes de La Plata, que jugó su primer partido con el equipo de sustitución de Albil a los 16 minutos de la primera mitad de una derrota 0-1 a Argentinos Juniors, para el Apertura 2009. En el siguiente fixture, tuvo que iniciar en la titular por primera vez en el empate 1-1 con Lanús. Con esta participación, Taborda se convirtió en el primer portero de las divisiones juveniles Estudiantes en iniciar el equipo titular desde que Nicolás Tauber lo hizo en 2002.
Taborda fue el sustituto de Albil en participación subcampeón de la Copa Mundial de Clubes de la FIFA de Estudiantes de 2009, y fue suplente de Agustín Orión en campaña ganadora 2010 Apertura del equipo. En este último, que jugó cuatro partidos, dos como titular y dos de entrar como sustituto de Orión se encontraba lesionado. Él también comenzó en los dos partidos de la Recopa Sudamericana 2010, debido a Orión estaba suspendido.

## Clubes
| Club                            | País      | Año           |
| ------------------------------- | --------- | ------------- |
| Estudiantes de La Plata         | Argentina | 2005 - 2006   |
| Defensa y Justicia              | Argentina | 2006 - 2007   |
| Estudiantes de La Plata         | Argentina | 2007 - 2008   |
| O'Higgins                       | Chile     | 2009          |
| Estudiantes de La Plata         | Argentina | 2009 - 2011   |
| Independiente Rivadavia         | Argentina | 2011 - 2013   |
| Aldosivi                        | Argentina | 2013 - 2014   |
| Chacarita Juniors               | Argentina | 2014 - 2015   |
| San Martín De Tucumán           | Argentina | 2015 - 2016   |
| Central Córdoba (SdE)           | Argentina | 2017 - 2019   |
| Guillermo Brown (PM)            | Argentina | 2019 - 2020   |
| Central Córdoba (SdE)           | Argentina | 2020 - 2021   |
| Nueva Chicago                   | Argentina | 2022 - 2022   |
| CA Juventud Unida Universitario | Argentina | 2023-presente |

## Palmarés

### Campeonatos nacionales
| Título           | Club                    | País      | Año     |
| ---------------- | ----------------------- | --------- | ------- |
| Primera División | Estudiantes de La Plata | Argentina | 2006-07 |
| Primera División | Estudiantes de La Plata | Argentina | 2010-11 |
| Federal A        | San Martín de Tucumán   | Argentina | 2016    |

### Campeonatos internacionales
| Título                       | Club                    | País      | Año  |
| ---------------------------- | ----------------------- | --------- | ---- |
| Copa Libertadores de América | Estudiantes de La Plata | Argentina | 2009 |

## Otros logros
Campeón del Torneo Reducido por el segundo ascenso a Superliga 2019/2020 con Central Córdoba de Santiago del Estero.